# Monte Cassino

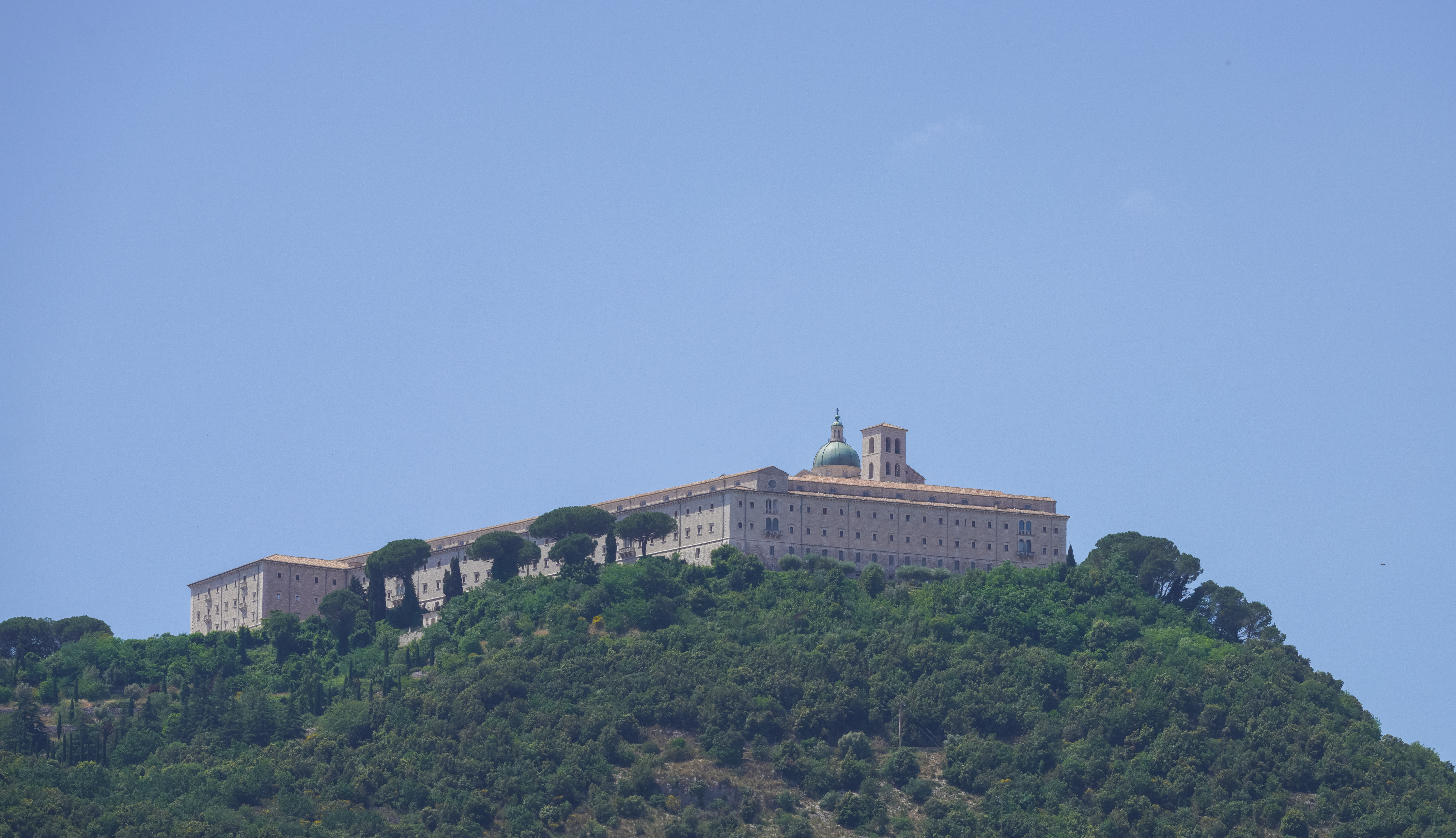
Klostret på Monte Cassino

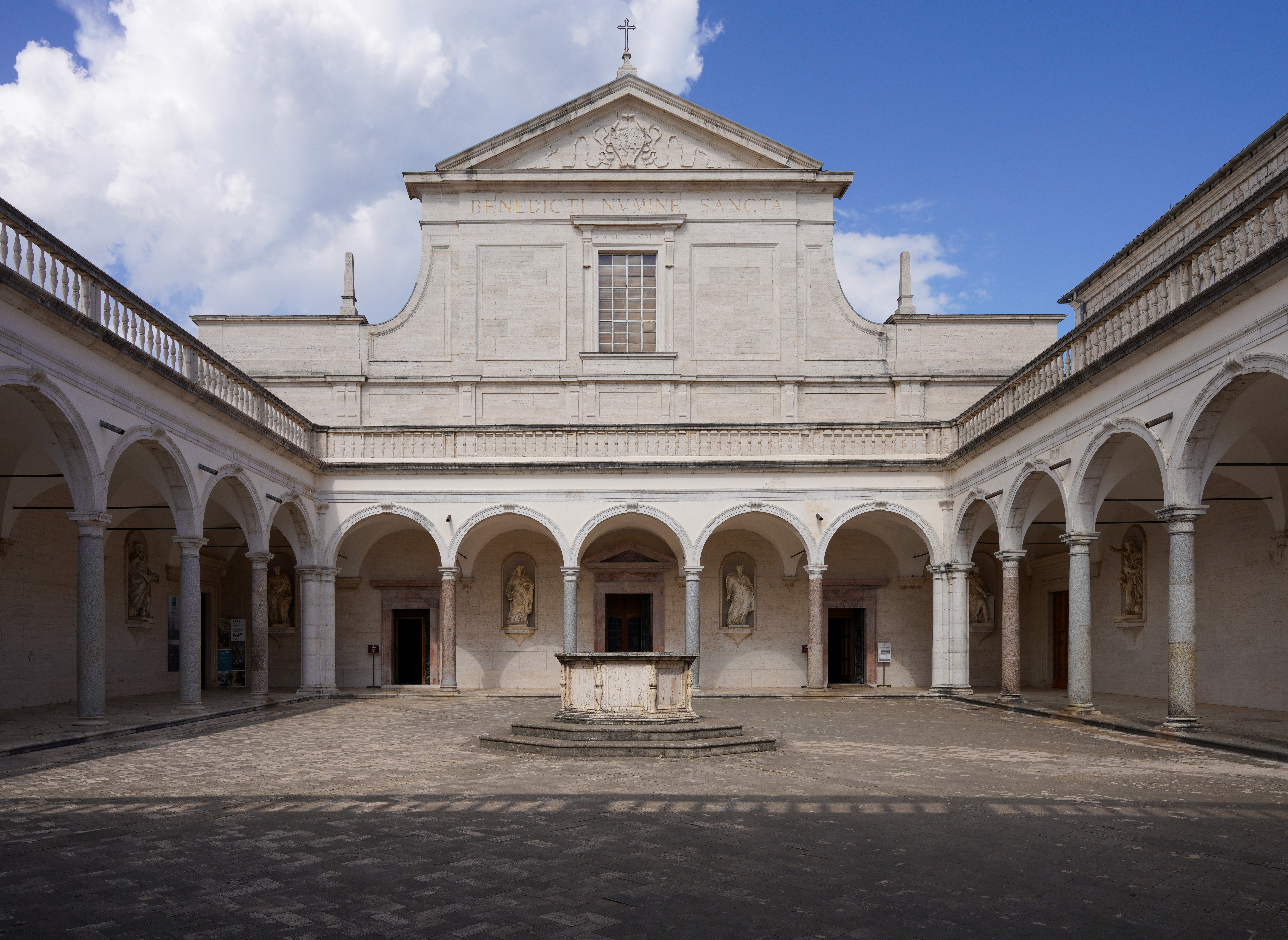
Klosterkyrkan

Monte Cassino är ett kloster i regionen Lazio i Italien, ett par kilometer väster om staden Cassino, och cirka 130 kilometer söder om Rom. Det är beläget på ett 520 meter högt berg med samma namn.

## Romersk tid
Under romartiden låg det en helgedom tillägnad guden Jupiter på toppen av berget.

## Klostrets grundande
Ungefär år 529 grundades Benediktinordens moderkloster på Monte Cassino av Benedikt av Nursia genom att han och hans anhängare förstörde den gamla helgedomen och byggde det kristna över ruinerna.
Monte Cassinos strategiska placering har gjort att strider rasat här, och klostret har plundrats och förstörts ett otal gånger under århundradena. År 584 blev det jämnat med marken av langobarder, och de överlevande benediktinerna flyttade till Rom, där orden under bland andra påven Gregorius den stores ledning stannade i över 100 år. Sedan klostret återupprättats år 718 följde en blomstrande period för orden.
År 883 blev klostret åter plundrat och nedbränt av saracener. Det återuppbyggdes och nådde höjden av sitt anseende på 1000-talet under påve Viktor III (som då var Abbot Desiderius). Antalet munkar växte till över hundra. Biblioteket, manuskripten från klostrets skrivstuga samt skolan för manuskript-illumination blev berömda.
Klostrets byggnader var magnifikt konstruerade. Konstnärer hämtades från Amalfi, Lombardiet, och ända från Konstantinopel för att handleda arbetet. År 1071 invigde påve Alexander II den praktfullt ombyggda kyrkan.
År 1349 förstördes klostret av en jordbävning. Det byggdes om, men här inleddes en lång period av förfall. 1321 ändrade påven Johannes XXII klosterkyrkan till en katedral, och klostrets självständighet var till ända. 1505 slogs klostret ihop med klostret av St. Justina av Padua. 1799 plundrade Napoleon I klostret, och 1866 upplöstes klostret liksom övriga italienska kloster och indrogs till staten men blev ett italienskt nationellt monument på grund av sina stora samlingar handskrifter, böcker och konstföremål och vården anförtroddes några ännu kvarvarande munkar.
Den senaste förstörelsen av klostret skedde vid Slaget om Monte Cassino under andra världskriget. Berget Monte Cassino ansågs av vissa amerikanska generaler vara en viktig stödjepunkt i Gustavlinjen, tyskarnas huvudförsvarslinje i Italien. Den 15 februari 1944 raserades det helt, efter att 229 amerikanska bombplan fällt 435 ton spräng- och brandbomber över klostret och dess närmaste omgivning. Senare undersökningar från amerikanskt håll har dock visat att klostret inte var bemannat av tyska soldater. 
Efter kriget återuppbyggdes klostret igen med ekonomiskt stöd av den italienska staten. Under återuppbyggnaden återfann man en grav som anses vara Benedictus. Påve Paulus VI nyinvigde det 1964.